# Келліс (Огайо)
Келліс (англ. Kelleys Island) — острів і селище (англ. village) на озері Ері у США, в окрузі Ері штату Огайо. Населення — 256 осіб (2020).
Спочатку відомий як Острів номер 6, а потім Каннінгем острів, він був перейменований в 1840 році на честь братів Датус і Ірад Келлі, які значною мірою відповідальні за освоєння острова, лісозаготівлі та виноробної промисловості. Це найбільший на озері Ері островів.

## Географія
Келліс розташований за координатами 41°36′9″ пн. ш. 82°42′23″ зх. д. / 41.60250° пн. ш. 82.70639° зх. д. (41.602607, -82.706506).  За даними Бюро перепису населення США в 2010 році селище мало площу 11,41 км², з яких 11,26 км² — суходіл та 0,15 км² — водойми.

## Демографія

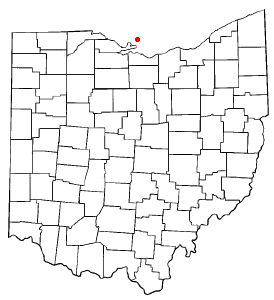
Розташування острова Келліс в штаті Огайо

Розташування штату Огайо

Згідно з переписом 2010 року, у селищі мешкало 312 осіб у 175 домогосподарствах у складі 99 родин. Густота населення становила 27 осіб/км².  Було 859 помешкань (75/км²).
Расовий склад населення:
| - 98,1 % — білих - 0,6 % — азіатів - 0,3 % — чорних або афроамериканців |

До двох чи більше рас належало 0,3 %. Частка іспаномовних становила 1,3 % від усіх жителів.
За віковим діапазоном населення розподілялося таким чином: 9,6 % — особи молодші 18 років, 56,1 % — особи у віці 18—64 років, 34,3 % — особи у віці 65 років та старші. Медіана віку мешканця становила 58,8 року. На 100 осіб жіночої статі у селищі припадало 110,8 чоловіків;  на 100 жінок у віці від 18 років та старших — 105,8 чоловіків також старших 18 років.
Середній дохід на одне домашнє господарство  становив 56 357 доларів США (медіана — 56 500), а середній дохід на одну сім'ю — 59 878 доларів (медіана — 57 375). 
Цивільне працевлаштоване населення становило 53 особи. Основні галузі зайнятості: роздрібна торгівля — 34,0 %, мистецтво, розваги та відпочинок — 20,8 %, транспорт — 11,3 %, науковці, спеціалісти, менеджери — 7,5 %.

## Джерела

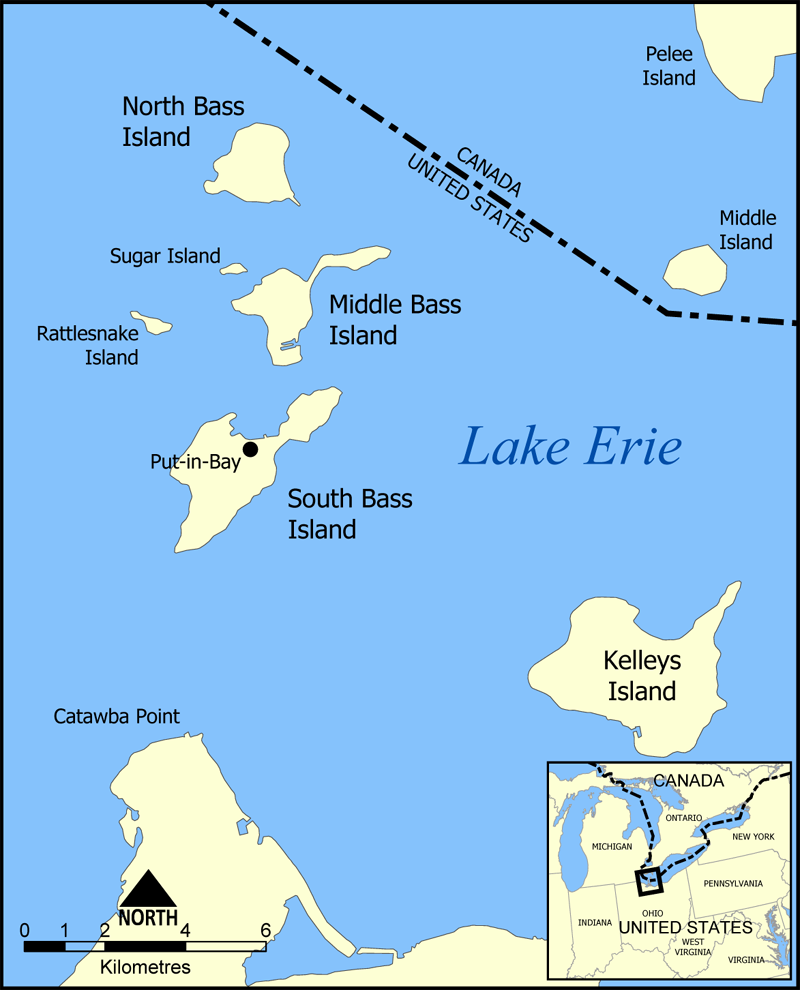
Карта розташування острова Келліс на озері Ері.

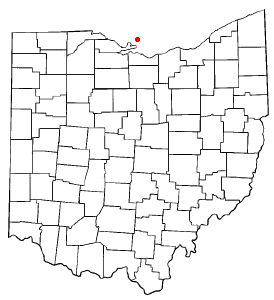
Розташування острова Келліс в штаті Огайо

Розташування штату Огайо